# Konstantin Kołokolnikow
Konstantin Aleksandrowicz Kołokolnikow, ros. Константин Александрович Колокольников (ur. 10 maja?/22 maja 1871 w Riabkach, zm. 17 października 1929 w Permie) – rosyjski duchowny prawosławny, deputowany do Dumy Państwowej II kadencji.

## Życiorys
Był synem kapłana prawosławnego. W 1893 ukończył seminarium duchowne w Permie, przyjął święcenia duchowne i podjął służbę duszpasterską w eparchii permskiej i solikamskiej. Był członkiem rady eparchialnej ds. szkół parafialnych, nauczycielem szkoły nauczycielskiej prowadzonej przez bractwo św. Stefana, katechetą w szkole dla dzieci niewidomych. 6 lutego 1907 został wybrany posłem do II Dumy Państwowej. 
W Dumie początkowo związany był z Partią Socjalistów-Rewolucjonistów (Żurawski nazywa go "przekonanym eserowcem"), jednak z powodu niezgody na wprowadzenie w Rosji ustroju republikańskiego (twierdził, że jego wyborcy nie upoważnili go, by domagał się zmian ustrojowych) przeszedł do kadetów. Zasiadał w komisji ds. samorządu, brał udział w dyskusji nad kwestią rolną w marcu 1907, opowiadając się za pełnym przekazaniem ziemi w ręce uprawiających ją chłopów, bez wykupu. Wkrótce po swoim wyborze na deputowanego Dumy został pozbawiony prawa odprawiania nabożeństw i noszenia krzyża kapłańskiego, zaś latem 1907 - pozbawiony stanu kapłańskiego. Jesienią 1907 został wolnym słuchaczem wydziału prawniczego uniwersytetu w Tomsku. Od czerwca 1917 do 1919 był sędzią pokoju we wsiach Słudka i Troica (ujazd permski). W latach 20. XX wieku pracował w gospodarstwie przemysłu leśnego "Wołgokaspijlesa". Zmarł w 1929.
Autor wydanej w 1914 w Tomsku broszury Развитие винной монополии в Томской губернии с  Семипалатинской областью.